# Christopher Ingold
Christopher Kelk Ingold (Londra, 23 ottobre 1893 – Londra, 8 dicembre 1970) è stato un chimico britannico.

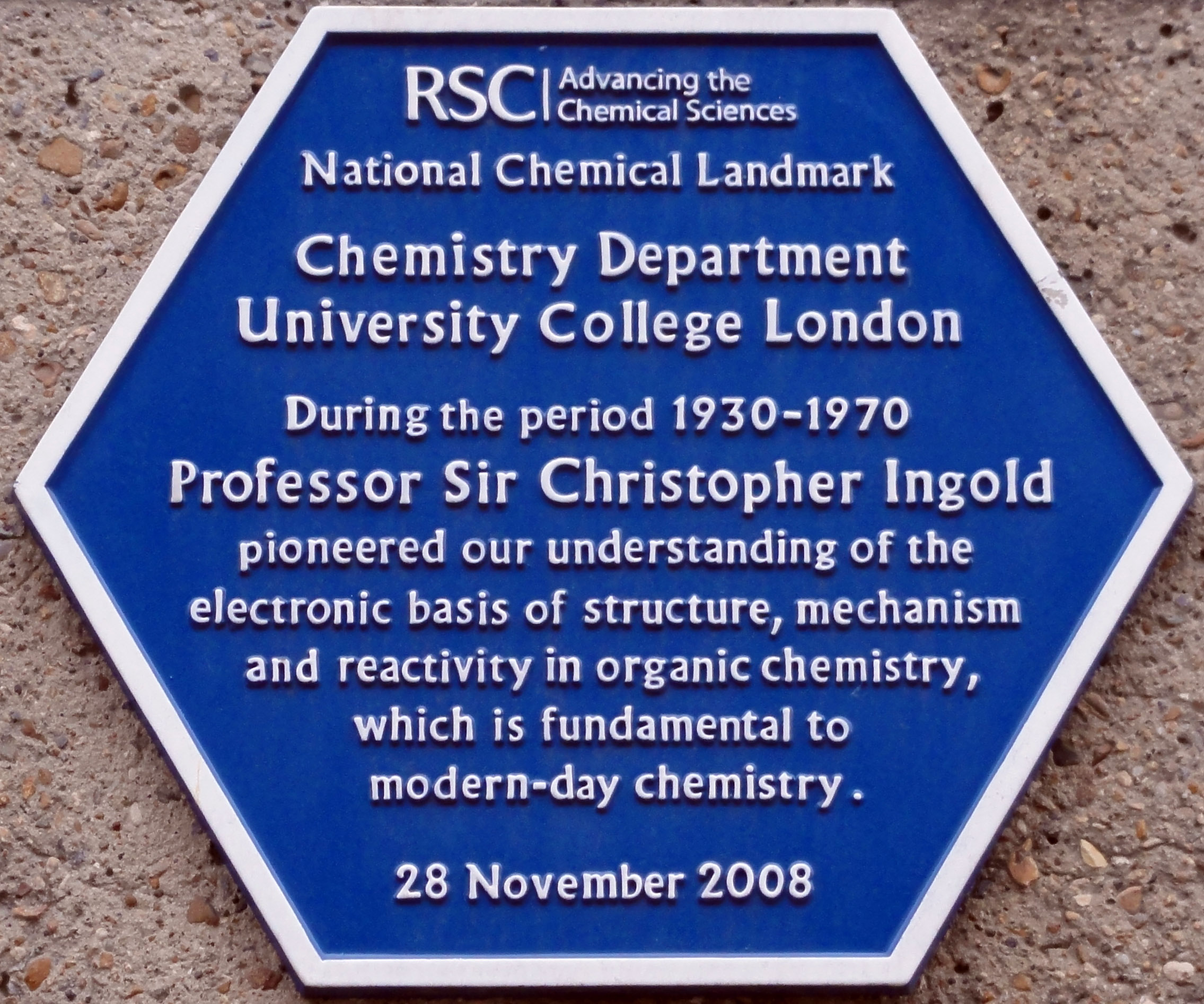
targa blu

Insieme a Cahn e Prelog ha elaborato un sistema univoco per la denominazione degli stereocentri di una molecola chirale. Tale denominazione tutt'oggi usata, consiste nell'indicare i sostituenti dell'atomo asimmetrico con un ordine di priorità decrescente (a priorità più alta, b più bassa ,c ancora più bassa ,d la più bassa di tutti).
Se si procede da a a c in senso orario si denomina lo stereocentro con R (rectus), se procediamo in senso anti orario sarà S (sinister).